# Campylomyza grandiuscula
Campylomyza grandiuscula är en tvåvingeart som beskrevs av Frederick Askew Skuse 1890. Campylomyza grandiuscula ingår i släktet Campylomyza och familjen gallmyggor. Inga underarter finns listade i Catalogue of Life.